# Spilosoma nudum
Spilosoma nudum är en fjärilsart som beskrevs av Inoue 1976. Spilosoma nudum ingår i släktet Spilosoma och familjen björnspinnare. Inga underarter finns listade i Catalogue of Life.